# Silvio Santos e Suas Colegas de Trabalho
Silvio Santos e Suas Colegas de Trabalho é o primeiro álbum musical de Silvio Santos. Atualmente raro, o álbum foi lançado em formato LP pelo selo RCA Victor em 1974.
Estão presentes neste álbum as músicas utilizadas no Programa Silvio Santos, entre elas, "Silvio Santos Vem Aí". Um outro destaque deste álbum é a faixa "Cosa Nostra", onde Silvio homenageia os principais comunicadores radiofônicos da primeira metade dos anos 1970 nas cidades do Rio de Janeiro e São Paulo (Hélio de Araújo, Paulo Moreno, Omar Cardoso, Marcos Baby Durães, Odair Marzano, entre outros), dizendo: "Haroldo de Andrade, é coisa nossa. Barros de Alencar, é coisa nossa; Paulo Giovanni, é coisa nossa...".

## Controvérsias
A faixa "Silvio Santos Vem Aí" foi erroneamente creditada no álbum pela gravadora como tendo sido composta por Heitor Carillo. Em 2001, Archimedes Messina, o verdadeiro autor, entrou na Justiça cobrando os seus direitos por danos morais e materiais pelo uso da música. Segundo ele, a música foi criada em 1965, quando Silvio Santos o encontrou no corredor da rádio Nacional de SP, e disse: "Messina, estou querendo uma musiquinha para o meu programa, alguma coisa para anunciar a minha chegada". Messina conta ainda que "na época, Silvio pagou o equivalente a uns R$ 10 mil ao estúdio onde eu trabalhava para ter o jingle pronto, gravado com orquestra. Dessa quantia, recebi o que hoje seriam uns R$ 700".
Em 2011, a Justiça deu ganho de causa a Archimedes Messina. No processo, o SBT alegou que o jingle era de autoria de Heitor Carillo, como está registrado no encarte do LP. Porém, o próprio Carillo negou e afirmou que a música foi de fato criada por Messina. Foi por conta disso que a música deixou de ser usada nos programas de Silvio Santos de 2011 a 2013, quando o SBT fez um acordo com Archimedes Messina, e pagou o que lhe devia.
A música foi usada pela primeira vez no programa de rádio que Silvio apresentava. Após se tornar marca registrada do programa de rádio, a música seguiu com o apresentador para sua estreia na TV Globo, um ano depois. Em pouco tempo, caiu na boca do povo, virou marchinha de Carnaval e até hoje abre a atração do apresentador, no SBT.

## Faixas
Lado A
1. Medley I:

- Silvio Santos Vem Aí (Archimedes Messina)
- Silvio Santos	(Wando)

2. É Hora de Brincar	(Heitor Carillo/Jobá)

3. Medley II:

- Pequeno Mundo [It's A Small World]	(Richard Sherman/Robert Sherman/Versão: Rogério Cardoso)
- Dó-Ré-Mi [Do Re Mi]	(Richard Rodgers/Oscar Hammerstein II/Versão: Nazareno de Brito)
- A Viúva Alegre	(Franz Lehar)

4. Medley III:

- Cosa Nostra	(Jorge Ben Jor)
- Ay Jalisco no Te Rajes	(Manuel Esperón/Ernesto M. Cortazar)
- Rancho Alegre	(Felipe Bermejo)
- Alla En El Rancho Grande	(Emilio Uranga/Silvano Ramos/Juan Diaz Del Moral)

5. Medley IV:

- Bom Dia Amigo	(Abílio Manoel)
- Temas Clássicos	(Adpt. Jobá)
- Sorria	(Heitor Carillo)

Lado B
6. Medley V:

- Abertura Cigana	(Adpt. Jobá)
- Toi Toi Toi	(Jean Kluger)
- Cisne Branco [Canção do Marinheiro]	(Antônio Manoel do Espírito Santo/Benedito Xavier de Macedo)

7. Medley VI:

- Brasil Maravilha	(Bobby Hilton/Jotagê/D. Teixeira)
- Prenda Minha	(Tradicional)
- No Ceará Não Tem Disso Não	(Guio de Morais)
- Paraíba	(Luiz Gonzaga/Humberto Teixeira)
- Na Baixa do Sapateiro	(Ary Barroso)
- Oh! Minas Gerais [Vieni Sul Mar]	(Tradicional)
- Sonhei Que Estava Em Pernambuco	(Clóvis Mamede)
- Peguei Um Ita No Norte	(Dorival Caymmi)
- Cidade Maravilhosa	(André Filho)
- Ê São Paulo	(Alvarenga/Ranchinho)
- O Brasil Merece o Nosso Amor	(Juna/Sidmo)

8. Medley VII:

- Dorinha Meu Amor	(José Francisco de Freitas)
- Gosto Que Me Enrosco	(J. B. da Silva "Sinhô")
- Não Tenho Lágrimas	(Max Bulhões/Milton de Oliveira)
- Gavião Calçudo	(Pixinguinha/Cícero de Almeida)
- Jura	(J. B. da Silva "Sinhô")
- Capim Gordura	(Laércio de Freitas)

9. Medley VIII:

- La Raspa	(Nacho Garcia)
- Colonel Bogey	(Kenneth J. Alford)
- O Brasil Merece o Nosso Amor	(Juna/Sidmo)
- Shalon	(Tradicional/Adpt. Heitor Carillo)

10 .Medley IX:

- O Boi Vai Atrás	(João da Praia)
- Minhocão	(Monalisa/Paschoal Roy)
- O Que Será Que as Outras Tem Que a Linda Não Tem	(Demétrius)
- Valsa Da Despedida	(Robert Burns/Vrs. David Nasser)